# Spielvereinigung Fürth 1974-1975
Questa voce raccoglie le informazioni riguardanti il Spielvereinigung Fürth nelle competizioni ufficiali della stagione 1974-1975.

## Stagione
Nella stagione 1974-1975 il Fürth, allenato da Fred Hoffmann I, concluse il campionato di 2. Bundesliga al 15º posto. In Coppa di Germania il Fürth fu eliminato al secondo turno dal Borussia Dortmund.

## Rosa
| N. |                      | Ruolo | Calciatore        |
| -- | -------------------- | ----- | ----------------- |
|    | Germania (bandiera)  | P     | Wolfgang Hillmann |
|    | Germania (bandiera)  | P     | Peter Löwer       |
|    | Germania (bandiera)  | D     | Hans-Jürgen Ammon |
|    | Germania (bandiera)  | D     | Hermann Grabmeier |
|    | Danimarca (bandiera) | D     | Viggo Jensen      |
|    | Germania (bandiera)  | D     | Wolfgang Lausen   |
|    | Germania (bandiera)  | D     | Eduard Plößl      |
|    | Germania (bandiera)  | D     | Wolfgang Schöpe   |
|    | Germania (bandiera)  | D     | Winfried Schülke  |
|    | Austria (bandiera)   | C     | Paul Bajlitz      |
|    | Germania (bandiera)  | C     | Bernhard Bergmann |

| N. |                     | Ruolo | Calciatore         |
| -- | ------------------- | ----- | ------------------ |
|    | Germania (bandiera) | C     | Klaus Dennerlein   |
|    | Germania (bandiera) | C     | Jürgen Detsch      |
|    | Germania (bandiera) | C     | Klaus Heinlein     |
|    | Germania (bandiera) | C     | Fritz Heubeck      |
|    | Germania (bandiera) | C     | Helmut Klump       |
|    | Germania (bandiera) | C     | Heinz Popp         |
|    | Germania (bandiera) | A     | Gerhard Bopp       |
|    | Germania (bandiera) | A     | Werner Hofmann     |
|    | Germania (bandiera) | A     | Dieter Puscher     |
|    | Germania (bandiera) | A     | Wolfgang Ruhdorfer |
|    | Germania (bandiera) | A     | Erich Unger        |

## Organigramma societario
Area tecnica
- Allenatore: Alfred Hoffmann, Fred Hoffmann I
- Allenatore in seconda:
- Preparatore dei portieri:
- Preparatori atletici:

## Calciomercato

### Sessione estiva
| Acquisti | Acquisti           | Acquisti                | Acquisti |
| R.       | Nome               | da                      | Modalità |
| -------- | ------------------ | ----------------------- | -------- |
| A        | Wolfgang Ruhdorfer | Waldhof Mannheim        |          |
| C        | Paul Bajlitz       | Borussia Neunkirchen    |          |
| A        | Gerhard Bopp       | Jahn Ratisbona          |          |
| A        | Werner Hofmann     | Sportfreunde Eisbachtal |          |
| D        | Viggo Jensen       | Bayern Monaco           |          |
| D        | Wolfgang Lausen    | Schwarz-Weiß Essen      |          |

| Cessioni | Cessioni       | Cessioni | Cessioni |
| R.       | Nome           | a        | Modalità |
| -------- | -------------- | -------- | -------- |
| A        | Rifat Ađulović | Herzlake |          |

### Sessione invernale
| Acquisti | Acquisti | Acquisti | Acquisti |
| R.       | Nome     | da       | Modalità |
| -------- | -------- | -------- | -------- |

| Cessioni | Cessioni | Cessioni | Cessioni |
| R.       | Nome     | a        | Modalità |
| -------- | -------- | -------- | -------- |

## Risultati

### 2. Bundesliga

#### Girone di andata
| Arbitro: | Greiner |

|          |           |             |
| Bopp 55’ | Marcatori | 37’ Beichle |

| Arbitro: | Quindeau |

|  |           |             |
|  | Marcatori | 29’ Hofmann |

| Arbitro: | Aldinger |

|             |           |            |
| Heubeck 82’ | Marcatori | 13’ Warken |

| Arbitro: | Gaus |

|                       |           |  |
| Bartels 17’ Böhni 60’ | Marcatori |  |

| Arbitro: | Tschenscher |

|            |           |                                 |
| Lausen 14’ | Marcatori | 29’ Bechtold 33’, 84’ Lindemann |

| Arbitro: | Quindeau |

|            |           |  |
| Berger 58’ | Marcatori |  |

| Arbitro: | Ross |

|  |           |              |
|  | Marcatori | 38’ Emmerich |

| Arbitro: | Biwersi |

|                              |           |  |
| Bittlmayer 50’ Majkowski 88’ | Marcatori |  |

| Arbitro: | Grether |

|  |           |            |
|  | Marcatori | 50’ Keller |

| Arbitro: | Langhans |

|              |           |             |
| Fichtner 88’ | Marcatori | 37’ Hofmann |

| Arbitro: | Berner |

|                          |           |  |
| Bajlitz 4’, 20’ Bopp 85’ | Marcatori |  |

| Arbitro: | Wohlfarth |

|                      |           |  |
| Frommer 51’ Haug 56’ | Marcatori |  |

| Arbitro: | Hofmeister |

|                 |           |             |
| Bopp 68’ (rig.) | Marcatori | 11’ Größler |

| Arbitro: | Kollmann |

|                                      |           |                          |
| Unger 29’ (aut.) Scheller 84’ (rig.) | Marcatori | 2’ Heubeck 4’, 83’ Unger |

| Arbitro: | Engelhardt |

|             |           |                                |
| Bajlitz 73’ | Marcatori | 30’ Krause 43’ Grimm 58’ Micic |

| Arbitro: | Walesch |

|                           |           |  |
| Fetkenheuer 24’ Meier 45’ | Marcatori |  |

| Arbitro: | Kammann |

|                     |           |  |
| Unger 3’ Jensen 69’ | Marcatori |  |

| Arbitro: | Föckler |

|                       |           |  |
| Traser 29’ Fazlić 67’ | Marcatori |  |

| Fürth 14 dicembre 1974, ore 15:00 CET 19ª giornata | Fürth   | 0 – 0 referto | VfR Mannheim | Sportpark Ronhof (2 000 spett.)\| Arbitro: \| Hellwig \| |
| Arbitro:                                           | Hellwig |               |              |                                                          |

#### Girone di ritorno
| Arbitro: | Leist |

|                         |           |               |
| Weinkauff 11’ Michl 27’ | Marcatori | 67’ Ruhdorfer |

| Arbitro: | Dreher |

|  |           |                       |
|  | Marcatori | 55’ Schauß 83’ Johann |

| Arbitro: | Dahler |

|             |           |  |
| Dussier 30’ | Marcatori |  |

| Arbitro: | Ferro |

|                      |           |  |
| Bopp 26’ Hofmann 68’ | Marcatori |  |

| Arbitro: | Pfleiderer |

|          |           |                                 |
| Koch 10’ | Marcatori | 13’ Bopp 14’ Heinlein 58’ Unger |

| Arbitro: | Linn |

|                                              |           |                  |
| Hofmann 19’ Bopp 29’, 74’ (rig.) Heubeck 52’ | Marcatori | 20’, 88’ Gutzeit |

| Schweinfurt 8 marzo 1975, ore 15:00 CET 26ª giornata | Schweinfurt 05 | 0 – 0 referto | Fürth | Sachs-Stadion (8 500 spett.)\| Arbitro: \| Scheffner \| |
| Arbitro:                                             | Scheffner      |               |       |                                                         |

| Arbitro: | Frickel |

|                           |           |                            |
| Hofmann 25’, 50’ Bopp 34’ | Marcatori | 29’ Schabacker 64’ Walitza |

| Arbitro: | Gaus |

|               |           |  |
| Kohlhäufl 39’ | Marcatori |  |

| Fürth 5 aprile 1975, ore 15:00 CET 29ª giornata | Fürth    | 0 – 0 referto | Bayern Hof | Sportpark Ronhof (6 000 spett.)\| Arbitro: \| Langhans \| |
| Arbitro:                                        | Langhans |               |            |                                                           |

| Arbitro: | Joos |

|                   |           |  |
| Hoffmann 23’, 85’ | Marcatori |  |

| Arbitro: | Berner |

|                       |           |                   |
| Bopp 45’ Bergmann 75’ | Marcatori | 73’, 84’ Potschak |

| Arbitro: | Greiner |

|                          |           |  |
| Hofmann 22’ Sichmann 50’ | Marcatori |  |

| Arbitro: | Schmoock |

|           |           |  |
| Unger 33’ | Marcatori |  |

| Arbitro: | Röder |

|  |           |          |
|  | Marcatori | 80’ Bopp |

| Arbitro: | Grether |

|          |           |  |
| Bopp 35’ | Marcatori |  |

| Arbitro: | Eichhorn |

|                          |           |                            |
| Leunissen 12’ Ludwig 18’ | Marcatori | 27’ (aut.) Müller 87’ Bopp |

| Arbitro: | Messmer |

|                                     |           |                        |
| Heubeck 4’ Bajlitz 17’ Heinlein 79’ | Marcatori | 14’ Lübeke 81’ Scherer |

| Arbitro: | Pfleiderer |

|                         |           |                |
| Krstić 13’ Hartmann 84’ | Marcatori | 68’, 82’ Unger |

### Coppa di Germania
| Arbitro: | Engelhardt |

|  |           |                                                        |
|  | Marcatori | 2’ Ammon 20’ Schülke 29’ (rig.) Bopp 56’, 85’ Bergmann |

| Arbitro: | Engel |

|             |           |           |
| Bajlitz 61’ | Marcatori | 3’ Wagner |

| Arbitro: | Lutz |

|               |           |  |
| Ackermann 58’ | Marcatori |  |

## Statistiche

### Statistiche di squadra
| Competizione      | Punti | In casa | In casa | In casa | In casa | In casa | In casa | In trasferta | In trasferta | In trasferta | In trasferta | In trasferta | In trasferta | Totale | Totale | Totale | Totale | Totale | Totale | DR |
| Competizione      | Punti | G       | V       | N       | P       | Gf      | Gs      | G            | V            | N            | P            | Gf           | Gs           | G      | V      | N      | P      | Gf     | Gs     | DR |
| ----------------- | ----- | ------- | ------- | ------- | ------- | ------- | ------- | ------------ | ------------ | ------------ | ------------ | ------------ | ------------ | ------ | ------ | ------ | ------ | ------ | ------ | -- |
| 2. Bundesliga     | 34    | 19      | 8       | 6       | 5       | 26      | 21      | 19           | 4            | 4            | 11           | 14           | 27           | 38     | 12     | 10     | 16     | 40     | 48     | -8 |
| Coppa di Germania | -     | 1       | 0       | 1       | 0       | 1       | 1       | 2            | 1            | 0            | 1            | 5            | 1            | 3      | 1      | 1      | 1      | 6      | 2      | +4 |
| Totale            | 34    | 20      | 8       | 7       | 5       | 27      | 22      | 21           | 5            | 4            | 12           | 19           | 28           | 41     | 13     | 11     | 17     | 46     | 50     | -4 |

### Andamento in campionato
| Giornata  | 1 | 2 | 3 | 4  | 5  | 6  | 7  | 8  | 9  | 10 | 11 | 12 | 13 | 14 | 15 | 16 | 17 | 18 | 19 | 20 | 21 | 22 | 23 | 24 | 25 | 26 | 27 | 28 | 29 | 30 | 31 | 32 | 33 | 34 | 35 | 36 | 37 | 38 |
| --------- | - | - | - | -- | -- | -- | -- | -- | -- | -- | -- | -- | -- | -- | -- | -- | -- | -- | -- | -- | -- | -- | -- | -- | -- | -- | -- | -- | -- | -- | -- | -- | -- | -- | -- | -- | -- | -- |
| Luogo     | C | T | C | T  | C  | T  | C  | T  | C  | T  | C  | T  | C  | T  | C  | T  | C  | T  | C  | T  | C  | T  | C  | T  | C  | T  | C  | T  | C  | T  | C  | T  | C  | T  | C  | T  | C  | T  |
| Risultato | N | V | N | P  | P  | P  | P  | P  | P  | N  | V  | P  | N  | V  | P  | P  | V  | P  | N  | P  | P  | P  | V  | V  | V  | N  | V  | P  | N  | P  | N  | P  | V  | V  | V  | N  | V  | N  |
| Posizione | 9 | 5 | 5 | 13 | 15 | 14 | 14 | 16 | 19 | 18 | 16 | 19 | 18 | 16 | 18 | 18 | 18 | 19 | 18 | 18 | 19 | 19 | 19 | 18 | 17 | 16 | 16 | 16 | 17 | 17 | 17 | 18 | 17 | 16 | 16 | 15 | 13 | 15 |

Legenda:

Luogo: C = Casa; T = Trasferta. Risultato: V = Vittoria; N = Pareggio; P = Sconfitta.

### Statistiche dei giocatori
| Giocatore     | 2. Bundesliga | 2. Bundesliga | 2. Bundesliga | 2. Bundesliga | Coppa di Germania | Coppa di Germania | Coppa di Germania | Coppa di Germania | Totale   | Totale | Totale      | Totale     |
| Giocatore     | Presenze      | Reti          | Ammonizioni   | Espulsioni    | Presenze          | Reti              | Ammonizioni       | Espulsioni        | Presenze | Reti   | Ammonizioni | Espulsioni |
| ------------- | ------------- | ------------- | ------------- | ------------- | ----------------- | ----------------- | ----------------- | ----------------- | -------- | ------ | ----------- | ---------- |
| H. Ammon      | 15            | 0             | 1             | 0             | 2                 | 1                 | 0                 | 0                 | 17       | 1      | 1           | 0          |
| P. Bajlitz    | 18            | 4             | 1             | 0             | 2                 | 1                 | 0                 | 0                 | 20       | 5      | 1           | 0          |
| B. Bergmann   | 36            | 1             | 5             | 0             | 3                 | 2                 | 1                 | 0                 | 39       | 3      | 6           | 0          |
| G. Bopp       | 35            | 12            | 4             | 0             | 2                 | 1                 | 0                 | 0                 | 37       | 13     | 4           | 0          |
| K. Dennerlein | 13            | 0             | 0             | 0             | 0                 | 0                 | 0                 | 0                 | 13       | 0      | 0           | 0          |
| J. Detsch     | 10            | 0             | 1             | 0             | 1                 | 0                 | 0                 | 0                 | 11       | 0      | 1           | 0          |
| H. Grabmeier  | 5             | 0             | 0             | 0             | 0                 | 0                 | 0                 | 0                 | 5        | 0      | 0           | 0          |
| K. Heinlein   | 33            | 2             | 0             | 0             | 3                 | 0                 | 0                 | 0                 | 36       | 2      | 0           | 0          |
| F. Heubeck    | 33            | 4             | 3             | 0             | 3                 | 0                 | 0                 | 0                 | 36       | 4      | 3           | 0          |
| W. Hillmann   | 5             | 0             | 0             | 0             | 0                 | 0                 | 0                 | 0                 | 5        | 0      | 0           | 0          |
| W. Hofmann    | 35            | 6             | 1             | 0             | 2                 | 0                 | 0                 | 0                 | 37       | 6      | 1           | 0          |
| V. Jensen     | 25            | 1             | 1             | 0             | 2                 | 0                 | 0                 | 0                 | 27       | 1      | 1           | 0          |
| H. Klump      | 38            | 0             | 8             | 0             | 3                 | 0                 | 0                 | 0                 | 41       | 0      | 8           | 0          |
| W. Lausen     | 35            | 1             | 1             | 0             | 1                 | 0                 | 0                 | 0                 | 36       | 1      | 1           | 0          |
| P. Löwer      | 34            | 0             | 0             | 0             | 3                 | 0                 | 0                 | 0                 | 37       | 0      | 0           | 0          |
| E. Plößl      | 1             | 0             | 0             | 0             | 0                 | 0                 | 0                 | 0                 | 1        | 0      | 0           | 0          |
| H. Popp       | 12            | 0             | 0             | 0             | 3                 | 0                 | 0                 | 0                 | 15       | 0      | 0           | 0          |
| D. Puscher    | 4             | 0             | 0             | 0             | 0                 | 0                 | 0                 | 0                 | 4        | 0      | 0           | 0          |
| W. Ruhdorfer  | 18            | 1             | 0             | 0             | 1                 | 0                 | 0                 | 0                 | 19       | 1      | 0           | 0          |
| W. Schöpe     | 9             | 0             | 1             | 0             | 1                 | 0                 | 0                 | 0                 | 10       | 0      | 1           | 0          |
| W. Schülke    | 15            | 0             | 1             | 0             | 2                 | 1                 | 0                 | 0                 | 17       | 1      | 1           | 0          |
| E. Unger      | 38            | 7             | 1             | 0             | 2                 | 0                 | 0                 | 0                 | 40       | 7      | 1           | 0          |